# Шакиров, Мумин Шакирович
Мумин Шакирович Шакиров (род. 29 марта 1959, Душанбе) — таджикский и российский кинорежиссёр и журналист.

## Биография
Мумин Шакиров родился 29 марта 1959 года в Душанбе. Несколько лет проработал на киностудии «Таджикфильм». В 1989 году окончил режиссёрский факультет ВГИК (мастерская Игоря Таланкина), где на одном курсе в разные годы с ним учились: Александр Баширов, Иван Охлобыстин, Фёдор Бондарчук, Тигран Кеосаян и Бахтияр Худойназаров. В 1992 году поставил дебютную полнометражную работу «В Багдаде всё спокойно», главные роли в котором исполнили Светлана Крючкова, Семён Фарада, Спартак Мишулин, Семён Фурман и актёры ташкентского театра «Ильхом»: Михаил Каминский, Мухаммадисо Абдулхаиров и Карина Арутюнян.
В 1994 году Мумин Шакиров занялся журналистикой. С 1994 по 1997 год он работал в «Литературной газете» и в «Новой газете», освещал события Гражданской войны в Таджикистане, в Чечне, в Афганистане, Абхазии и Югославии. С 1994 года сотрудничает с радио «Свобода», с 1998 по 2012 год был его специальным корреспондентом. С 2021 года ведёт еженедельное политическое ток-шоу «Грани времени» на Радио Свобода и телеканале "Настоящее время. Автор видеосериала «Восточный экспресс» и программ из цикла «Специальный репортаж»: «Горячие точки бывшей империи», «Легко ли быть русским в ближнем зарубежье и Прибалтике» и «Формула кино». Написал книги «Наркобизнес в России» (1998) и «Миллион для женщины» (2006).
Участвовал в кинофестивалях «Золотой Дюк», «Сталкер», «Кинотавр», «Послание к человеку» (2005), Московском международном кинофестивале. В 2013 году снял скандальный документальный фильм «Холокост — клей для обоев?» Премьера состоялась 22 июня 2013 года в кинотеатре «Октябрь» в рамках ММКФ-2013 (основной конкурс, документальная программа). Картина принимала участие в таких кинофорумах, как «Бостонский еврейский кинофестиваль», «Спутник над Польшей» (один из просмотров состоялся в еврейском театре имени Иды Каминской, куда были приглашены «дети Холокоста», чьи родные и близкие погибли в гетто и концлагерях во время Второй мировой войны), «Сталкер», «Фестиваль толерантности», «Загребский еврейский кинофестиваль», «Международный кинофестивать еврейских мотивов» в Варшаве, международная конференция «INPUT 2014» в Хельсинки. В январе 2014 года фильм «Холокост — клей для обоев?» вышел в прокат в Белоруссии.
Накануне памятной даты — 70-лет окончания Второй мировой войны у публики вновь проявился интерес к документальному проекту «Холокост — клей для обоев?». В октябре 2014 года картина участвовала в VII Фестивале российского документального кино в Нью-Йорке в рамках специальной программы, посвященной теме Холокоста. Фильм также был показан на международном кинофестивале «Флаэртиана» в Перми, где получил диплом «За лучшую работу сценариста». В течение 2014 года картина демонстрировалась во многим городах России в рамках выездного кинофорума «Сталкер — фестиваль фильмов о правах человека»: Красноярск, Калининград, Сыктывкар, Курск, Воронеж, Пенза, Можайск, Ижевск, Вологда, Петрозаводск.
Долгое время режиссёр жил и работал в Москве, в 2022 году после вторжения России на Украину переехал в Ригу.
8 сентября 2023 года Министерством юстиции России внесён в список физических лиц «иностранных агентов».

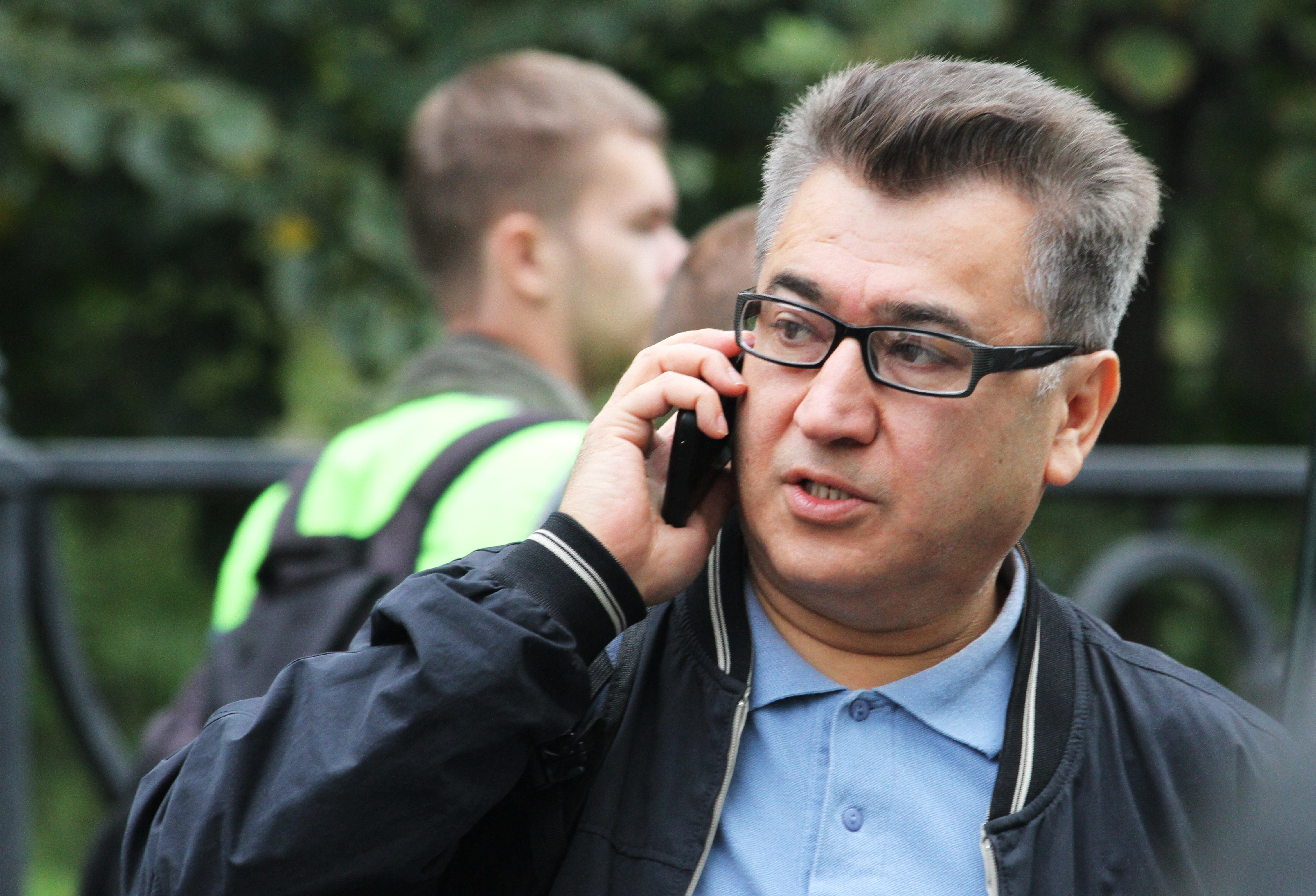
Мумин Шакиров

## Общественная позиция
В марте 2014 году подписал письмо «Мы с Вами!» «КиноСоюза» в поддержку Украины.

## Фильмография
- «Don’t worry, be happy!» — короткометражный фильм, дипломная работа — ВГИК, 1990.
- «В Багдаде всё спокойно», художественный фильм, 87 минут — «ИРИСФИЛЬМ», Ташкент, 1993.
- «Конкурс» (совместно с Зигмунтом Дзеньчоловски) — документальный фильм — UMP Company, 2004.
- «Ленин. Жизнь после смерти» (совместно с Зигмунтом Дзеньчоловски) — документальный фильм — UMP Company — НТВ, 2004.
- «Голливуд. Русская дорожка» — документальный фильм — РЕН ТВ, 2008.
- «Восточный экспресс» — документальный видео сериал — Радио «Свобода», 2009.
- «Холокост — клей для обоев?» — документальный фильм — «Бактрия Фильм», 2013.
- «Империя не отпускает» — документальный фильм, «Бактрия Фильм», Радио «Свобода», 2017.
- «Наина Ельцина. Объяснение любви», документальный фильм, автор Людмила Телень, режиссёр Мумин Шакиров, 2017.
- «Таксисты» — документальный фильм, автор и режиссёр Мумин Шакиров. Производство: Радио «Свобода» (Чехия), 2019, при поддержке студии «Бактрия Фильм» (Россия) и Фонда Марджани.